# Улинюен
Улинюен (на китайски: 武陵源; на пинин: Wǔlíngyuán) е защитена територия в провинция Хунан, централен Китай.
Разположена в южната част на планините Улин, местността е известна с високите над 200 метра скални образувания от пясъчник и разположените между тях стръмни клисури, два големи естествени моста и около 40 пещери, както и с разнообразната екосистема с редица застрашени растителни и животински видове.
През 1992 година Хуанлун е включен в Списъка на световното наследство на ЮНЕСКО.